# Jeremy Ratchford
Jeremy Ratchford (Kitchener, Ontario, 6 augustus 1965) is een Canadese acteur. Hij speelt onder meer Nick Vera in de televisieserie Cold Case.
In Canada speelde Ratchford het stripkarakter Banshee in een versie van de televisiefilm Generation X. 
Toen Ratchford naar Hollywood, Californië verhuisde, speelde hij daar een crimineel in NYPD Blue en in een  episode van The Practice voor hij bij Cold Case begon.

## Filmografie
- Jersey Boys (2014)
- Lost on Purpose (2013)
- The New Republik (2011)
- Leatherheads (2008)
- Comanche Moon (2008)
- Cold Case (2003 - heden) (tv-serie)
- Angel Eyes (2001)
- Blue Murder (2001) (tv-serie)
- The Barber (2001)
- Buffy the Vampire Slayer (1998) (tv-serie)
- Home Invasion (1997) (tv-film)
- Generation X (1996)
- Fly Away Home (1996)
- The Stupids (1996)
- The Busy World of Richard Scarry (1993) (tv-serie)
- X-Men (1992) (tv-serie)
- Unforgiven (1992)
- Short Circuit 2 (1988)

- International Standard Name Identifier: 0000 0003 5863 7218
- Library of Congress Control Number: no00005420
- Nationale Bibliotheek van Tsjechië: xx0176961
- Système universitaire de documentation: 092234968
- Virtual International Authority File: 208192832
- WorldCat: E39PBJjhFjJ97vKJj6QqbQ6HYP